# ميتكا

## ميتكا
ميتكا (معادن كاتازكيف ايلادوس)
أو ( شركة الانشاءات المعدنية في اليونان) ، (بالإنجليزية: METKA)‏، هي شركة صناعة و بناء متخصصة في مشاريع واسعة النطاق في مجالات الطاقة والبنية التحتية والدفاع، يقع مقرها في أثينا، اليونان.
الأعمال الأساسية لميتكا هو بناء محطات طاقة كبيرة، وخاصة محطات الطاقة المختلطة الغازية البخارية، وبكفاءة عالية. وتمتلك الشركة أيضا مرافق هامة للصناعات التحويلية، و هي شركة متخصصة لإنتاج المعدات الميكانيكية وتصنيع والآلات المتخصصة المستخدمة في التطبيقات الصناعية والدفاع.
تأسست في عام 1962 والمدرجة في اليونان منذ عام 1973، وتشارك أسهمها الآن في مباشرة في الاقتصاد الوطني اليوناني.

## التاريخ

### 1973-1962
تأسست شركة ميتكا في عام 1962 من قبل البنك الهيليني للتنمية الصناعية في ميناء مدينة فولوس، بوسط اليونان.
في عام 1964، و بمصنع الإنشاءات المعدنية بدأ ميتكا التشغيل، وتعمل بشكل رئيسي في قطاع البناء والتشييد من المعدن والمشاريع الميكانيكية على نطاق واسع التعقيد.
في عام 1971 تمت خصخصة الشركة في عام 1973 وكانت مدرجة أسهمها في بورصة أثينا، وهي مبادرة تليها عمليات الاستحواذ التي مكنت ميتكا ليصبح مشروع بناء المشاريع واسعة النطاق . و بالتالي جعل شركة ميتكا تدخل السوق الدولية و بخاصة السوق الأوروبية و الشرق الأوسط و كذالك دول شمال افريقيا.